# Uroš Župančič
Uroš Župančič, slovenski alpinist, gorski vodnik in gorski reševalec, * 8. marec 1911, Rateče, † 31. maj 1992, Ljubljana.

## Življenje in delo
Meščansko in Srednjo tehniško šolo (smer elektrotehnika) je 1934 končal v Ljubljani in se 1935 zaposlil pri Kranjski industrijski družbi na Jesenicah. Leta 1941 se je pred Nemci umaknil v Ljubljano in se vključil v Osvobodilno fronto. Italijanski fašisti so ga zaprli in obsodili na 20 let ječe. Zaporno kazen je do kapitulacije Italije preživljal v različnih krajih (Spoleto, Firence, Castelfranco Emilia); po italijanski kapitulaciji se je vrnil v Ljubljano. Leta 1945 se je zaposlil v Železarni Jesenice in tu delal do upokojitve 1978. Leta 1970 je prejel red dela s srebrnim vencem.
Plezati je začel s 17 leti in bil do petdesetih let 20. stoletja med vodilnimi slovenskimi alpinisti. Sam ali v navezah je opravil preko 100 prvenstvenih vzponov, največ v Julijskih Alpah in pozimi; veliko njegovih smeri je dolgo ostalo neponovljenih. Župančič je bil med utemeljitelji slovenskega zimskega alpinizma. Bil je inštruktor na številnih tečajih in v letih 1946−1953 vodja gorske reševalne službe. Od 1927 je sodeloval v več kot 600 reševalnih akcijah. Po osvoboditvi je bil več let odgovoren za planinske poti v Julijskih Alpah. Od 1930 je pisal v različne slovenske planinske publikacije, po 1932 pa največ v Planinski vestnik in po letu 1945 tudi hrvaške planinske in druge publikacije. Nastopil je v slovenskem celovečernem filmu Ferda Delaka Triglavske strmine (1932). V osebnem arhivu je zbral kroniko Gorske reševalne službe ter zgodovinsko in muzejsko gradivo o našem planinstvu. Z zbirateljskim delom je bil eden prvih pobudnikov za ustanovitev slovenskega planininskega muzeja. Bil je ljubiteljski etnolog, numizmatik in bibliofil.